# 소설신수
《소설신수》(일본어: 小説神髄)는 쓰보우치 쇼요가 1885년 낸 문학론이다. 상권은 소설의 주안(主眼)을 포함한 총론편, 하권은 문체론, 각색법 등을 포함한 실천편이다. 
먼저 소설이 '예술'로서의 독립적인 분야라고 주장하고, 그 중요성은 '인간의 심리'을 그리는 것이며, 세상의 풍속을 그리는 것은 그 다음이라고 주장했다. 이 주장은 오자키 고요 등 겐유샤(碩友社) 동인들을 자극하여 일본 자연주의 문학의 밑거름이 되었다.